# Чорні запорожці
«Чорні запорожці», або «чорношличники»; повна назва — кінний дивізіон 2-го Запорізького полку (згодом 1-й полк Чорних запорожців) — військове формування кавалерії армії Української Народної Республіки, що існувало в 1918—1920 роках.

## Бойовий шлях

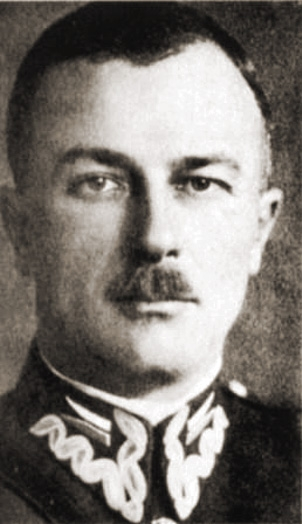
Петро Дяченко - отаман 1-го кінного полку Чорних запорожців (початок 30-х років)

Дивізіон було розгорнуто з кінної сотні 2-го Запорізького полку Запорізької дивізії Збройних Сил Української Держави в грудні 1918 року.
У грудні 1918 — квітні 1919 дивізіон брав участь у ІІ-й українсько-більшовицькій війні на сході України, в ході якої віддійшов до Дністра та через румунську територію перейшов на захід країни і восени 1919 року разом з іншими військами УНР опинився у «трикутнику смерті» (район Любар-Шепетівка- (Перший зимовий похід) Миропіль).
Восени 1919 — навесні 1920 дивізіон, розгорнутий в кінний полк, взяв участь у рейді по тилах ворожих військ — Першому Зимовому поході Дієвої армії УНР, під час якого відзначився як найбільш боєздатна та уніформована військова частина.
5 січня 1920 року «чорні запорожці» вступили до міста Голованівськ Балтського повіту, 19 січня — в Саврань того ж повіту. 24 січня відбулася переправа полку на східний берег річки Синюха, того ж дня прибула до полку надіслана начальником Ольвіопольського району полковником Поповим за дорученням головного командування Збройних Сил Півдня Росії делегація з умовами миру і співпраці для боротьби проти Червоної армії. Делегацію було направлено з охороною в напрямку Канева на розшук штабу армії УНР.
9 лютого в селі Байбузи штаб полку одержав наказ про приєднання до Київської групи отамана Юрка Тютюнника; при цьому полк Чорних запорожців і Мазепинський кінний полк зводились в бригаду на чолі з полковником Петром Дяченком. 10 лютого вояки полку, продовжуючи похід, вступили до містечок Білозір'я та Сміла Черкаського повіту. 13-15 лютого точилися бої кінного полку Чорних запорожців з частинами Червоної армії за Золотоношу. 1 березня запорожці повторно вступили в Голованівськ, 5 березня — в Бершадь та Гайворон, 14 березня зайняли Голованівськ Балтського повіту; 16 березня — Богопіль. Приклади бойової відваги та винахідливості цей полк показав у боях за Вознесенськ.
У травні 1920, після повернення з походу, полк був інтернований поляками. Згодом увійшов до складу Окремої кінної дивізії відновленої армії УНР. Наприкінці літа 1920 увійшов до складу 1-ї Запорозької дивізії армії УНР; брав участь у Радянсько-польській війні, зокрема, у боях під Сидоровом
У листопаді 1920 року, під натиском Червоної армії, полк разом з іншими підрозділами Дієвої армії УНР змушений був перейти річку Збруч (кордон з Польщею) і його знову було інтерновано в таборах для полонених на території Польщі.

## Однострій

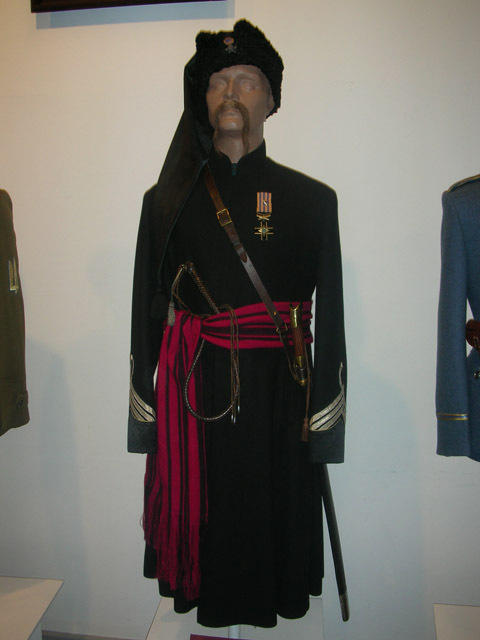
Однострій сотника
армії Української Держави

Перша згадка про те, що чорні шлики та чорні черкески використала кінна сотня 2-го Запорозького полку, датовано 29 квітня 1918 р., коли у Полтаві було проведено парад на честь того, що місто взяли українські війська.
Відомий однострій, завдяки якому бійці кінного дивізіону 2-го полку ввійшли в історію як «чорні запорожці», було пошито у Кременчуці наприкінці січня 1919 р. У своїх мемуарах командир підрозділу Петро Дяченко згадує, що свій одяг бійці-чорношличники пошили з трофейної тканини, яку здобули у грудні 1918 у бою з махновцями біля станції Лозова, розплатившись з кравцями трофейним цукром.
Однострій складали: чорні шапки (у старшин — каракулеві, у козаків — смушкові) з чорними шликами, чорні жупани (кітелі), чорні штани, світло-сірі черкески (замість шинелей), чорні чоботи. Всі вони мали старовинну козацьку зáчіску — «оселедець» (довге пасмо волосся на поголеній голові).

## Знамено
Знамено чорних запорожців мало скошений край із зображенням тризуба на лицьовому боці з написом «1-й кінний полк Чорних Запорожців». Зворотна сторона знамена містила зображення черепа з кістьми й написом «Україна або смерть».

## Інші підрозділи, в однострої яких використовувалися чорні шлики
Слід зауважити, що розповсюджене твердження про те, що «чорні запорожці» були єдиним підрозділом Дієвої армії УНР, який використовував чорні шлики, неправдиве. Окрім «чорних запорожців» чорний шлик використовувано в однострої таких підрозділів:
- курінь «чорних гайдамаків» «гайдамацького» коша Слобідської України;
- кулеметна сотня кінного «гайдамацького» полку ім. Костя Гордієнка;
- 1-й кінний («партизанський») полк корпусу Січових стрільців (отаман полку Олексій Козир-Зірка був колишнім кулеметником-гордієнківцем);
- «Чорний курінь смерті» (розгорнутий з Горбачівської повітової кінної сотні, згодом — Горбачівський полк) під командуванням отамана Сашка Гуцула (колишній штабс-капітан 8-го Астраханського драгунського полку Олександр Козубський);
- 20-й Павлоградський кінний полк отамана Бахмача у складі Катеринославського кошу.

## Військовики
Все на світі помирає, 

Як не вмре, то засхне, 

Лиш козацька наша слава

Не вмре, не погасне.

Наші ж «чорні запорожці»

Смерти не бояться, 

Краще голови положать, 

Аби не піддаться.

Кожний з піснею вмірає

За волю Вкраїни, 

Кожний б'ється з москалями, 

Доки не згине.

Все на світі помирає, 

Як не вмре, то засхне, 

Лиш козацька наша слава

Не вмре, не погасне.
Полковник УНР Федір Гудима,
Пісня Чорних запорожців
- Артюшенко Юрій Митрофанович — хорунжий;
- Балицький Левко Миколайович — з січня 1919 року — старшина;
- Божко Юрій — заступник командира полку;
- Броже Карліс Яніс — командир 2-го куреня;
- Герасименко Володимир — старшина;
- Головко Дмитро — чотовий гарматної сотні;
- Ґонта Дмитро — командир 2-ї батареї;
- Дусько Микола — козак, підхорунжий Армії УНР;
- Дяченко Віктор Гаврилович — курінний;
- Дяченко Петро Гаврилович — командир полку;
- Іванів Андрій — козак кулеметної ватаги;
- Кириєвський Микита Семенович — підхорунжий 1-ї сотні
- Кемпе Лавро — козак 1-ї сотні;
- Киричок (Кірічок) Сергій — поручник;
- Корнієнко Семен — сотник
- Корсун Антін — козак 4-ї сотні;
- Лазар Іван — командир батареї;
- Малиновський Олександр — командир полкового оркестру;
- Осмоловський Юрій — помічник командира 1-го кінного полку
- Пендюра (Піндюра) Іван — чотовий 4-ї сотні;
- Первухин Петро — чотовий кулеметної ватаги
- Плужник Гриць — командир пластунської сотні (1919) і пластунського куреня (1920);
- Самійленко Степан Сергійович — командир кулеметної сотні
- Сім'янцев Валентин — бунчужний 3-ї сотні («Богданівської»);
- Сім'янцев Олекса Іванович — значковий (поручник) полку;
- Старченко Іван — козак гарматної сотні;
- Стеценко Гнат — хорунжий;
- Сумароків Павло Федорович — старшина;
- Чмурак Ілько — козак 4-ї сотні;
- Шаруда Олександр — старшина;
- Янчевський Микола Олександрович — помічник командира 1-го кінного полку

## Вшанування
- 24 серпня 2017 року 72-га окрема механізована бригада ЗСУ дістала почесну назву Чорних запорожців, на честь полку.
- 8 липня 2022 року в місті Бровари на Київщині вулиця Короленка, одна із центральних вулиць, перейменована на честь вулицю Чорних Запорожців. Перейменування пов'язане із участю 72-ї окремої механізованої бригади у захисті міста у боях 2022 року.[6][7]
- 28 липня 2022 року у місті Біла Церква Київської області частину вулиці Леваневського перейменували на вулицю Чорних Запорожців.
- 9 лютого 2023 року у місті Кропивницький вулицю Олександра Матросова перейменували на вулицю Чорних Запорожців.